# ウラディーミル・ユロフスキ
ウラディーミル・ミハイロヴィチ・ユロフスキ（ロシア語: Владимир Михайлович Юро́вский；英語: Vladimir Jurowski、1972年4月4日 - ）は、ロシア生まれのドイツの指揮者。

## 経歴
出生から修学期
1972年、モスクワでユダヤ人家庭に生まれた。音楽一家で、父は指揮者のミハイル・ユロフスキ。
1987年から1990年まで、モスクワ音楽学校の音楽理論科で学んだ。1990年、18歳の時に両親や兄弟と共にドイツに移住。ドレスデン音楽大学で音楽を学び、その後ハンス・アイスラー音楽大学ベルリンでロルフ・ロイターに師事した。そして、各地の歌劇場などで経験を積んだ。
指揮者として
1995年、アイルランドのウェックスフォード・オペラ・フェスティバルでリムスキー＝コルサコフのオペラ『五月の夜』を指揮して国際的にデビューした。1996年から2000年まで、ベルリン・コーミッシェ・オーパーの指揮者。
2001年、グラインドボーン音楽祭の音楽監督に就任し、数々の上演を行った(2001年～2013年、2017年に音楽監督)。2007年から2021年までロンドン・フィルハーモニー管弦楽団の首席指揮者（2021年からは名誉指揮者）。ロシア・ナショナル管弦楽団の首席客演指揮者やエイジ・オブ・エンライトメント管弦楽団の指揮者も務めた。
2011年10月、舌禍により解任されたゴレンシテインの後任としてロシア国立交響楽団の芸術監督に就任し、2021年まで務めた。2017年からベルリン放送交響楽団首席指揮者。
2021年からバイエルン国立歌劇場音楽総監督。2022年2月24日以降、ロシアでの活動を停止した。

## 受賞・栄典
- 2000年：フランコ・アッビアーティ賞（ロシア語版）を受賞。
- 2004年：2BBCミュージックマガジンで世界で最も才能のある若手指揮者の一人に選ばれた。
- 2004年2月：大英帝国勲章を受章。

## 家族・親族
- 父：ミハイル・ユロフスキ（英語版）は指揮者。
- 母：エレオノーラ・ドミトリエヴナ・ユロフスキ(旧姓・タラトゥータ)。
- 弟：ドミトリー・ユロフスキ（英語版）も指揮者。
- 姉：マリア・ドリビンスキー(旧姓・ユロフスカヤ)はピアニスト。
- 祖父：同名のウラディーミル・ユロフスキは作曲家。
- 従弟：デニス・マツーエフはピアニスト。祖母(アンナ・レオニドヴナ・ゴメリスカヤ)がマツーエフ祖父(ドミトリー ・レオニドヴィッチ・ゴメリスキー[6])と兄妹。